# Aftermath (película de 2017)
Aftermath  (en España Una historia de venganza y en Hispanoamérica En busca de venganza) es una película estadounidense del 2017, del género dramático, dirigida por Elliott Lester y escrita por Javier Gullón. La protagonizan: Arnold Schwarzenegger, Scoot McNairy, Maggie Grace y Martin Donovan. Se estrenó el 7 de abril del 2017 en los Estados Unidos, y fue distribuida por Lionsgate Premiere.

## Trama
Roman (Arnold Schwarzenegger) perdió a su mujer y a su hija embarazada, en un accidente de aviación. La tragedia ocurrió en una serie de sucesos circunstanciales, durante el turno del joven controlador de tráfico aéreo Jake Bonanos. La compañía aérea intenta cerrar la demanda de Roman, a través de un frío acuerdo económico, pero Roman únicamente desea que alguien le ofrezca disculpas por su tragedia, y no recibe nada más que la indiferencia y una oferta que él rechaza.
Gracias a una periodista poco atinada, descubre y culpa al controlador aéreo de su tragedia. Necesita una respuesta en persona, solo busca que se disculpe.
La película está basada en el hecho real del accidente aéreo de Überlingen, y el asesinato posterior del controlador de tráfico aéreo danés Peter Nielsen a manos del arquitecto ruso Vitaly Kaloyev, quien culpó a Nielsen de ser el responsable de la muerte de su mujer y de sus dos hijos.

## Reparto
- Arnold Schwarzenegger como Roman (basado en Vitaly Kaloyev).
- Scoot McNairy como Jacob "Jake" Bonanos (basado en Peter Nielsen).
- Maggie Grace como Christina.
- Martin Donovan como Robert.
- Hannah Ware como Tessa.
- Mariana Klaveno como Eve Sanders.
- Kevin Zegers como John Gullick.
- Larry Sullivan como James Gullick.

## Producción
El 23 de junio del 2015, se anunció que Arnold Schwarzenegger protagonizaría una obra de Javier Gullón, que sería producida por Darren Aronofsky Protozoa Cuadros. El 4 de noviembre del 2015, Emmett/Furla/Oasis Películas (EFOF, por sus siglas en inglés), comenzó a financiar y producir la película junto con Protozoa, y ésta sería dirigida por Elliott Lester. Lionsgate Premiere distribuiría la película, que sería producida por Protozoa Aronofsky, Scott Franklin y Eric Watson, y EFOF Randall Emmett y George Furla, junto con Peter Dealbert. En noviembre del 2015, Highland Film Group vendió la película a diferentes distribuidoras internacionales del American Film Market. El 24 de diciembre del 2015, Mariana Klaveno fue elegida para interpretar a Eve Sanders, la representante de la aerolínea que le da la noticia a Roman (interpretado por Schwarzenegger) acerca de su pérdida.

### Filmación
La filmación de la película empezó el 14 de diciembre del 2015, en Columbus, Ohio, y antes se había planeado que comenzaría a grabarse el 6 de diciembre del 2015. La filmación debía terminar a mediados de enero del 2016.

## Estreno
La película se estrenó el 7 de abril del 2017.